# Hatem Ferjani
Pour les articles homonymes, voir Ferjani.
Hatem Ferjani (arabe : حاتم الفرجاني), de son nom complet Hatem, né le 4 décembre 1970 à Hammam Lif, est un homme politique tunisien.
Il est, de septembre 2017 à octobre 2019, secrétaire d'État auprès du ministre des Affaires étrangères chargé de la Diplomatie économique.

## Biographie

### Formation
En 1990, il obtient son baccalauréat au lycée secondaire Ibn Rachiq d'Ezzahra puis il part en Allemagne où il obtient, en 1994, un DEUG en sciences politiques à l'université Heinrich-Heine de Düsseldorf et une maîtrise en droit à l'université de Münster en 2001. 
En 2005, le ministère de la Justice de Rhénanie-du-Nord-Westphalie lui décerne un certificat d'aptitude à l'exercice de la profession de magistrat.

### Carrière politique
En 2012, il est un membre du bureau fondateur élargi du mouvement Nidaa Tounes, puis est nommé porte-parole du bureau de liaison avec l'étranger du mouvement en 2013 avant de devenir, en juin 2014, membre de son bureau exécutif. La même année, à l'occasion des élections législatives, il est élu dans la circonscription de l'Allemagne à l'Assemblée des représentants du peuple, poste qu'il occupe jusqu'en 2017.
Cette même année, il devient président de la commission des Affaires étrangères de Nidaa Tounes avant d'être nommé en septembre comme secrétaire d'État aux Affaires étrangères chargé de la Diplomatique économique dans le gouvernement de Youssef Chahed,,. Le 29 octobre 2019, il est limogé de ses fonctions.